# سینما شیدا
سینما شیدا یک سینما در شهر سنندج، ایران است.
این سینما در سال ۱۳۷۰ با یک سالن با ظرفیت ۴۲۸ نفر سالن اصلی و ۲۴۷ نفر بالکن تأسیس شده است.